# Division 1 (Bélgica) 1996-97
La Primera División de Bélgica 1996/97 fue la 94.ª temporada de la máxima competición futbolística en Bélgica.

## Tabla de posiciones
| Pos | Equipo                 | PJ | PG | PE | PP | GF | GC | Pts | DG  | Notas                                                 |
| --- | ---------------------- | -- | -- | -- | -- | -- | -- | --- | --- | ----------------------------------------------------- |
| 1   | Lierse S.K.            | 34 | 21 | 10 | 3  | 70 | 38 | 73  | +32 | Clasificado a la Liga de Campeones de la UEFA 1997-98 |
| 2   | Club Brugge            | 34 | 22 | 5  | 7  | 69 | 34 | 71  | +35 | Clasificado a la Copa de la UEFA 1997-98              |
| 3   | R.E. Mouscron          | 34 | 17 | 10 | 7  | 60 | 38 | 61  | +22 | Clasificado a la Copa de la UEFA 1997-98              |
| 4   | R.S.C. Anderlecht      | 34 | 16 | 10 | 8  | 59 | 36 | 58  | +23 | Clasificado a la Copa de la UEFA 1997-98              |
| 5   | K.F.C. Lommel S.K.     | 34 | 16 | 9  | 9  | 50 | 48 | 57  | +2  | Clasificado a la Copa Intertoto de la UEFA 1997       |
| 6   | R. Antwerp F.C.        | 34 | 16 | 5  | 13 | 51 | 49 | 53  | +2  | Clasificado a la Copa Intertoto de la UEFA 1997       |
| 7   | Standard Liège         | 34 | 16 | 2  | 16 | 55 | 55 | 50  | 0   | Clasificado a la Copa Intertoto de la UEFA 1997       |
| 8   | K.R.C. Genk            | 34 | 13 | 9  | 12 | 49 | 43 | 48  | +6  | Clasificado a la Copa Intertoto de la UEFA 1997       |
| 9   | KRC Harelbeke          | 34 | 12 | 11 | 11 | 50 | 42 | 47  | +8  |                                                       |
| 10  | K.F.C. Germinal Ekeren | 34 | 13 | 7  | 14 | 56 | 57 | 46  | -1  | Clasificado a la Recopa de Europa 1997-98             |
| 11  | K. Sint-Truidense V.V. | 34 | 10 | 9  | 15 | 46 | 56 | 39  | -10 |                                                       |
| 12  | Lokeren                | 34 | 10 | 8  | 16 | 41 | 57 | 38  | -16 |                                                       |
| 13  | R. Charleroi S.C.      | 34 | 10 | 7  | 17 | 44 | 58 | 37  | -14 |                                                       |
| 14  | K.A.A. Gent            | 34 | 10 | 6  | 18 | 44 | 58 | 36  | -14 |                                                       |
| 15  | K.S.C. Eendracht Aalst | 34 | 8  | 12 | 14 | 44 | 55 | 36  | -11 |                                                       |
| 16  | R.W.D. Molenbeek       | 34 | 8  | 11 | 15 | 32 | 43 | 35  | -11 |                                                       |
| 17  | Y.R. K.V. Mechelen     | 34 | 7  | 10 | 17 | 33 | 55 | 31  | -22 | Descenso a la Division II                             |
| 18  | Cercle Brugge K.S.V.   | 34 | 6  | 9  | 19 | 36 | 67 | 27  | -31 | Descenso a la Division II                             |

PJ = Partidos jugados; PG = Partidos ganados; PE = Partidos empatados; PP = Partidos perdidos; GF = Goles a favor; GC = Goles en contra; Pts = Puntos; DG = Diferencia de goles